# Alvania lactea
Espèce
Synonymes
- Massotia dajerleini Monterosato, 1889[2]
- Massotia textilis (Philippi, 1844), sensu Anistratenko, 1995[2]
- Rissoa lactea Michaud, 1830 - protonyme[2]

Alvania lactea est une espèce de mollusques gastéropodes prosobranches marins de la famille des Rissoidae.

## Description
La coquille, globuleuse, trapue, atteint 6 mm de hauteur pour 4 mm de largeur. Elle est constituée de cinq ou six tours, légèrement bombés, dont le dernier occupe environ les trois quarts de la hauteur. L'ouverture, en forme de goutte d'eau, est étroite dans sa partie haute (du côté du sommet), elle s'arrondit largement et régulièrement dans sa partie basse. Il n'y a pas d'ombilic visible. Des crêtes longitudinales (disposées en spirale dans le sens de l'enroulement ) croisent des côtes transversales (parallèles à l'axe de la coquille) et délimitent un motif rectangulaire en creux. La couleur est blanchâtre, éventuellement teintée superficiellement de rouille.

## Biologie
Alvania lactea vit sur la partie basse des estrans ou à faible profondeur, à la face inférieure de blocs rocheux partiellement enfouis dans les sables grossiers où il constitue parfois de petites colonies. Sa biologie est en fait très mal connue.

## Distribution
Alvania lactea se trouve en Méditerranée et en Atlantique depuis le Maroc, au sud, jusqu'aux îles Anglo-Normandes au Nord.

## Galerie

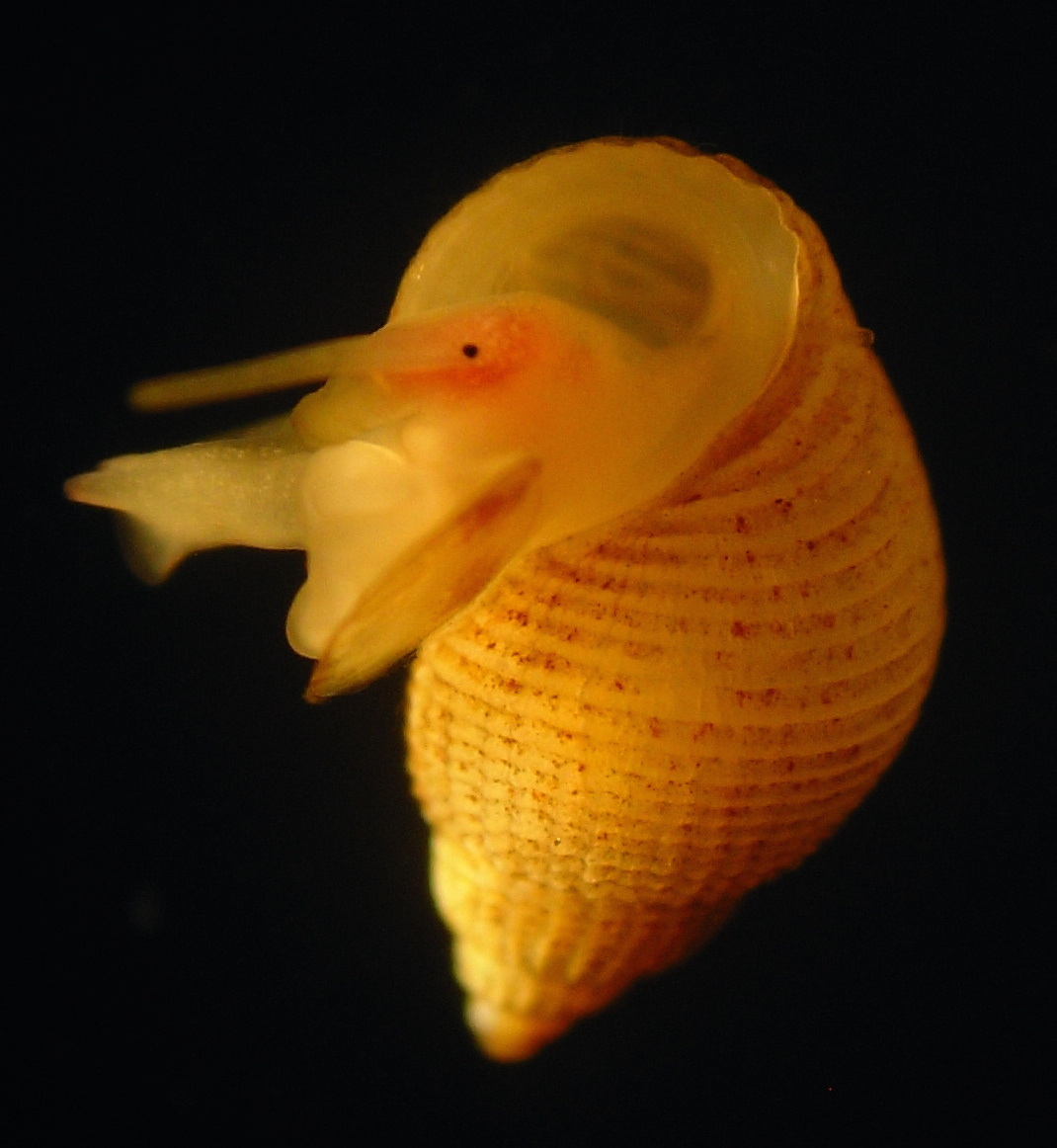
Alvania lactea. Corps émergeant de la coquille.

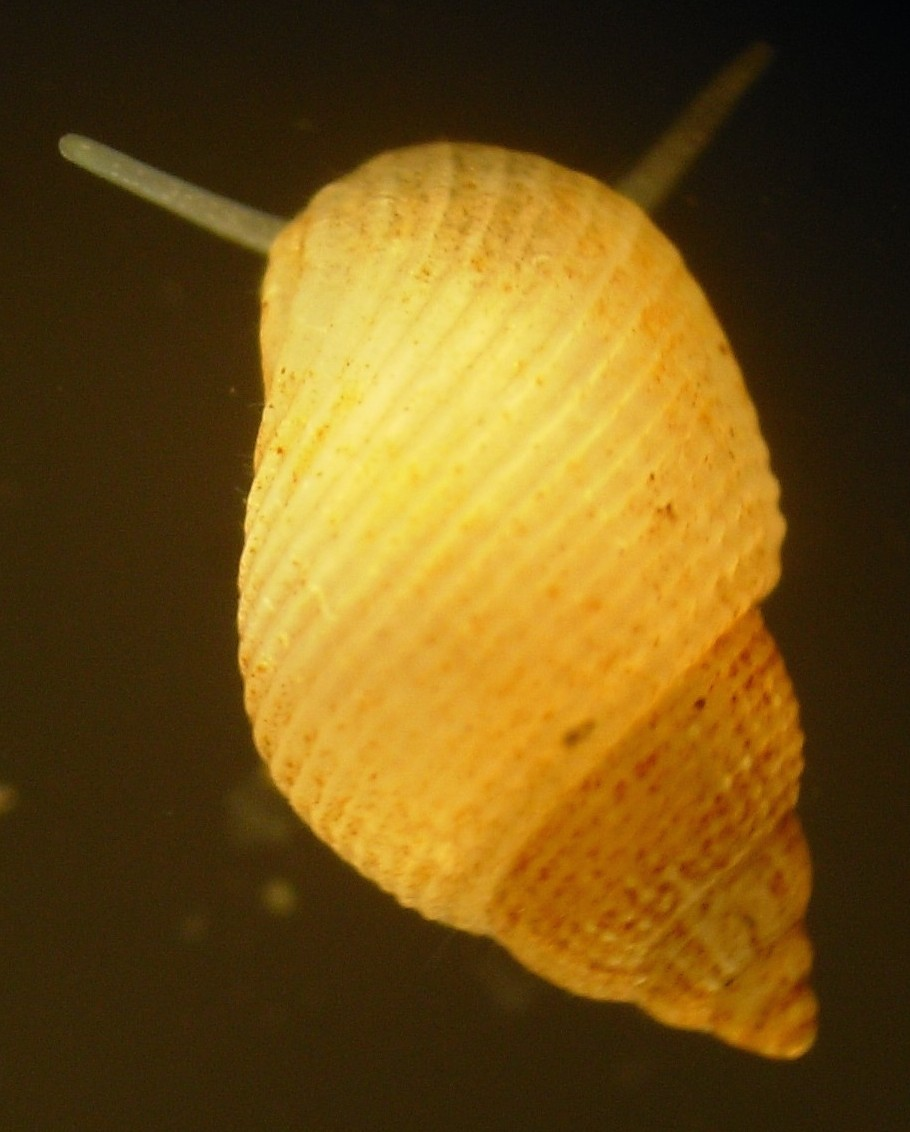
Alvania lactea rampant.